# Blend S
Blend S (ブレンド・S, Burendo Esu) est une série de manga comique au format quatre cases écrite et dessinée par Miyuki Nakayama. Le manga a fait sa première apparition dans le magazine de prépublication Manga Time Kirara Carat (ja) de Hōbunsha avec le numéro d'octobre 2013, publié le 28 août 2013. Huit volumes tankōbon ont été publiés par Hōbunsha jusqu'à présent.
Une adaptation en série télévisée d'animation par le studio A-1 Pictures est diffusée au Japon entre octobre et décembre 2017,.

## Synopsis
La lycéenne Maika Sakuranomiya a du mal à trouver un emploi à temps partiel à cause de son apparence effrayante lorsqu'elle sourit. Cependant, elle est repérée un jour par un Italien qui est aussi le gérant du Stile, un café où ses serveuses jouent des rôles, et présentent des traits uniques tels que la tsundere et la petite sœur (妹, Imōto). Maika offre une personnalité de sadique à cause de son apparence et doit adopter une attitude dominante et cruelle pour servir les clients, en particulier ceux masochistes.

## Personnages
Maika Sakuranomiya (桜ノ宮 苺香, Sakuranomiya Maika)
Voix japonaise : Azumi Waki (ja)
Maika est une jeune fille de 16 ans qui, bien qu'elle ait une personnalité positive et respectueuse à l'extrême, acquiert involontairement un regard sadique dans ses yeux chaque fois qu'elle sourit. Ce regard attire l'attention de Dino, qui la recrute comme la serveuse « sadique » du café Stile. Malgré le fait qu'on lui dise que les clients aiment être maltraités, son inquiétude quant à la façon dont elle traite ses clients l'emporte sur elle, l'amenant à prendre une personnalité confuse dès qu'ils sont partis. Venant d'une famille très traditionnelle, elle travaille à temps partiel afin qu'elle puisse étudier à l'étranger en utilisant son propre argent. Son amour des autres pays lui fait également développer une admiration pour le « mannequin d'une marque de poulet » et le Père Noël. Elle adore Dino à cause de ses cheveux blonds mais elle est inconsciente du béguin qu'a Dino pour elle.
Kaho Hinata (日向 夏帆, Hinata Kaho)
Voix japonaise : Akari Kitō (ja)
Kaho est une serveuse de 17 ans qui joue le rôle de la tsundere. Elle aime jouer aux jeux vidéo et va souvent à une salle d'arcade, mais elle est souvent à court d'argent à cause de cela. Bien qu'elle joue une fille tsundere, la vraie personnalité de Kaho est celle d'une personne insouciante et enjouée, légère et inconstante dans ses propos, mais pleine de bonne volonté. Elle a de la difficulté à garder le rôle de tsundere lorsque les clients discutent de jeux vidéo, ressentant le besoin de se joindre à eux. Elle est actuellement la serveuse la plus populaire du Stile.
Mafuyu Hoshikawa (星川 麻冬, Hoshikawa Mafuyu)
Voix japonaise : Anzu Haruno (ja)
Mafuyu est l'une des serveuses du Stile qui, en dépit de sa petite taille, est en fait une étudiante de 20 ans et joue le rôle de la petite sœur (妹, Imōto) à cause de cela. D'une personnalité mature et sérieuse, elle montre rarement de l'émotion mais devient facilement excitée chaque fois que sa série préférée, Aisatsu (Magical Girl Frill dans l'anime), est impliquée. Elle a un jeune frère qui est plus grand qu'elle et a toujours voulu d'une petite sœur, bien qu'elle n'inclut pas Kaho à cause de son corps.
Dino (ディーノ, Dīno)
Voix japonaise : Tomoaki Maeno (ja)
Dino est un cuisinier italien de 26 ans et le gérant du Stile. Il aime les filles d'anime et les figurines, et reste souvent tard pour regarder des animes dans la nuit. Il saigne souvent du nez quand il est excité. En raison de son attrait pour les filles japonaises, particulièrement celles aux cheveux noirs, il développe un béguin pour Maika, bien qu'elle ne soit pas consciente de cela.
Kōyō Akizuki (秋月 紅葉, Akizuki Kōyō)
Voix japonaise : Tatsuhisa Suzuki (ja)
Kōyō est un cuisinier de 21 ans du Stile qui adore le yuri et veut toujours voir les clientes être amicales les unes avec les autres pour qu'il puisse l'imaginer.
Miu Amano (天野 美雨, Amano Miu)
Voix japonaise : Atsumi Tanezaki
Miu est l'une des serveuses du Stile qui joue le rôle de la grande sœur (お姉ちゃん, Onee-chan). Elle porte habituellement des lunettes et est une artiste dessinatrice/scénariste dōjinshi de 22 ans appartenant au groupe « Hanazono Folder », qui dessine souvent des fanzines pour adultes à caractère érotique/pornographique. Venant d'abord au café en tant que cliente, Dino lui a proposé de travailler au Stile, ce qu'elle a accepté afin d'y trouver de l'inspiration pour ses dōjinshi. Un des hobbys de Miu est l'observation des gens, en particulier la relation entre Dino et Maika ; elle les utilise même comme modèles dans l'un de ses dōjinshi.
Hideri Kanzaki (神崎 ひでり, Kanzaki Hideri)
Voix japonaise : Sora Tokui
Hideri est un serveur de 16 ans qui remplit le rôle d'idol. Hideri est en fait un garçon qui agit comme une fille et aspire a devenir une idol. Il travaille chez Stile pour gagner des fans afin de prouver à ses parents qu'il a du talent pour éviter d'hériter de la ferme familiale. Bien qu'il agit souvent comme une fille « mignonne », « elle » peut involontairement devenir viril.
Aika Sakuranomiya (桜ノ宮 愛香, Sakuranomiya Aika)
Voix japonaise : Rei Matsuzaki (ja)
Aika est la sœur aînée de Maika qui s'habille de manière Yamato Nadeshiko. Elle s'inquiète souvent de Maika à cause de ses yeux effrayants. Comme sa sœur, Aika est un personnage sadique de nature. Elle prend Dino pour le petit ami de Maika.
Kōichi Sakuranomiya (桜ノ宮 香一, Sakuranomiya Kōichi)
Voix japonaise : Shinki Satō
Kōichi est le frère aîné de Maika qui est reconnaissable à ses cheveux noirs avec des franges séparées au milieu. Comme ses sœurs, il est un personnage sadique de nature. Il s'inquiète pour Maika qui a peu d'amis à cause de ses yeux effrayants. Il a également pris Dino pour le petit ami de Maika.

## Productions et supports

### Manga
Écrit et illustré par Miyuki Nakayama, le manga Blend S était à l'origine une série d'invitée du magazine de prépublication Manga Time Kirara Carat (ja) de Hōbunsha avec le numéro d'octobre 2013, publié le 28 août 2013,. Il est officiellement lancé comme une série régulière dans le même magazine depuis son numéro de mars 2014, publié le 28 janvier 2014,,. La série s'est terminée dans le numéro de juin 2022 publié le 28 avril 2022,. Les chapitres sont rassemblés et édités dans le format tankōbon par Hōbunsha avec le premier volume publié en janvier 2015 ; la série compte à ce jour huit volumes tankōbon.

#### Liste des volumes
| no | Japonais        | Japonais          |
| no | Date de sortie  | ISBN              |
| -- | --------------- | ----------------- |
| 1  | 27 janvier 2015 | 978-4-8322-4520-4 |
| 2  | 27 février 2016 | 978-4-8322-4667-6 |
| 3  | 27 janvier 2017 | 978-4-8322-4798-7 |
| 4  | 27 octobre 2017 | 978-4-8322-4885-4 |
| 5  | 25 janvier 2019 | 978-4-8322-7062-6 |
| 6  | 27 mars 2020    | 978-4-8322-7179-1 |
| 7  | 26 mars 2021    | 978-4-8322-7264-4 |
| 8  | 26 mai 2022     | 978-4-8322-7368-9 |

### Anime
Annoncé le 28 décembre 2016 dans le numéro de février 2017 du Manga Time Kirara Carat,, une adaptation en série télévisée d'animation est réalisée par Ryōji Masuyama au studio d'animation A-1 Pictures, avec la supervision des scripts de la série par Gō Zappa, les chara-design de Yōsuke Okuda et une bande originale composée par Tomoki Kikuya,. La série est diffusée pour la première fois au Japon entre le 8 octobre et le 24 décembre 2017 sur Tokyo MX, GYT, GTV et BS11, et un peu plus tard sur KTV, TVA et AT-X,,. Wakanim détient les droits de diffusion en simulcast de la série dans les pays francophones. Aniplex of America la diffuse sur Crunchyroll en Amérique, en Australie, en Nouvelle-Zélande, au Royaume-Uni et en Irlande.
L'opening de la série Bon Appétit S (ぼなぺてぃーと♡S, Bonapetiito♡Esu) et l'ending Detarame na Minus to Plus ni okeru Blend kō (デタラメなマイナスとプラスにおけるブレンド考, Detarame na Mainasu to Purasu ni okeru Burendo kō) sont interprétés par les seiyū Azumi Waki, Akari Kitō et Anzu Haruno sous le nom de Blend A (prononcé Blend Ace),.

#### Liste des épisodes
| No | Titre français                          | Titre japonais                     | Titre japonais                              | Date de 1re diffusion |
| No | Titre français                          | Kanji                              | Rōmaji                                      | Date de 1re diffusion |
| -- | --------------------------------------- | ---------------------------------- | ------------------------------------------- | --------------------- |
| 1  | Sadique pour la toute première fois     | はじめてのドS                      | Hajimete no do esu                          | 7 octobre 2017        |
| 2  | Combat sucré sans code d'honneur        | 仁義なきスイーツ                   | Jingi naki suītsu                           | 14 octobre 2017       |
| 3  | La suite taboue des rendez-vous         | デートのち18禁                     | Dēto nochi jūhachi-kin                      | 21 octobre 2017       |
| 4  | La benjamine est une grande sœur        | 後輩はおねえさん（健全）           | Kōhai wa onee-san (Kenzen)                  | 28 octobre 2017       |
| 5  | Après la pluie vient le rhume           | 雨のちカゼ                         | Ame nochi kaze                              | 4 novembre 2017       |
| 6  | Activités aquatiques diverses           | 水辺にまつわるエトセトラ（成人済） | Mizube ni matsuwaru etosetora (Seijin-zumi) | 11 novembre 2017      |
| 7  | Banane et fraise, ça occupe.            | バナナにイチゴで、いそがしい       | Banana ni ichigo de, isogashī               | 18 novembre 2017      |
| 8  | On a aussi une idol!                    | アイドル属性も、ついてます         | Aidoru zokusei mo, tsuitemasu               | 25 novembre 2017      |
| 9  | Arrivée du proprio, assaut de la sœur   | オーナー就任、シスター襲来         | Ōnā shūnin, shisutā shūrai                  | 2 décembre 2017       |
| 10 | Je vais tout t'apprendre de A à Z       | おしえて、あ・げ・る♡              | Oshiete, a-ge-ru                            | 9 décembre 2017       |
| 11 | Tsundere: parfait, placage au mur : nul | ツンデレ上手、壁ドンは下手         | Tsundere jōzu, kabe don wa heta             | 16 décembre 2017      |
| 12 | Je vous aime très fort !                | 大好きですっ！                     | Daisuki desu ~tsu!                          | 23 décembre 2017      |

## Accueil

### Mème Internet
Généralement, il s'agissait de vidéos reprenant l'opening de l'anime, composées des séquences présentant les personnages et leur rôle avec simultanément un mot chanté commençant par la lettre S auquel on y ajoutait une séquence humoristique supplémentaire,. Il a été le plus populaire durant la première période de novembre 2017.